# Минченко, Евгений Михайлович
Евгений Михайлович Минченко (род. 13 декабря 1994, Луганск, Украина) — украинский и российский баскетболист, играющий на позиции центрового.

## Карьера
Выступая в чемпионате ДЮБЛ за команду Луганска Минченко поступило предложение переехать и профессионально тренироваться в составе «Киева». Но через пару месяцев в составе новой команды Евгений получил травму и пропустил весь сезон.
В 2012 году Минченко подписал двухлетний контракт с «Лиепаяс Лаувас». После первого сезона перешёл в аренду в «Салдус». В составе команды Евгений провёл 16 матчей, проводя на площадке 16,3 минуты, за которые набирал 6,2 очка и 4,1 подбора.
В феврале 2014 года Минченко перешёл в «Одессу». Его статистика в 17 матчах составила 7,1 очка 3,7 подбора и 1,2 блок-шота.
В августе 2015 года Минченко стал игроком «Самары». В составе команды в сезоне 2017/2018 Евгений провёл 23 матча (в среднем 9,45 минуты на площадке), набирая по 6,4 очка, 3,0 подбора, 0,2 передачи, 0,3 перехвата и 0,7 блок-шота.
В январе 2018 года перешёл в «Рязань».
В апреле 2018 года продолжил карьеру в «Куполе-Родники».
По итогам досрочно завершенного сезона 2019/2020 в Суперлиге-1 Минченко был включён в символическую пятёрку турнира как «Лучший центровой» и стал обладателем специального приза «Самому зрелищному игроку». В 26 матчах его средняя статистика составила 15,9 очка, 8,8 подбора, 1,9 блок-шота и 0,9 передачи.
В июне 2020 года Минченко подписал 3-летний контракт с «Автодором».
В мае 2023 года Минченко перешёл в МБА.
6 октября 2023 года в матче против «Автодора» (87:73) Минченко установил рекорд сезона 2023/2024 Единой лиги ВТБ по блок-шотам в одном матче – 6.
В сезоне 2024/2025 Минченко стал бронзовым призёром Кубка России.
В июле 2025 года Минченко вернулся в «Самару».

## Личная жизнь
В 2016 году Минченко получил российское гражданство. 12 июня на празднике, посвящённому Дню России, паспорт гражданина РФ ему вручил губернатор Самарской области Николай Меркушкин.

## Достижения
- Бронзовый призёр Кубка России: 2024/2025

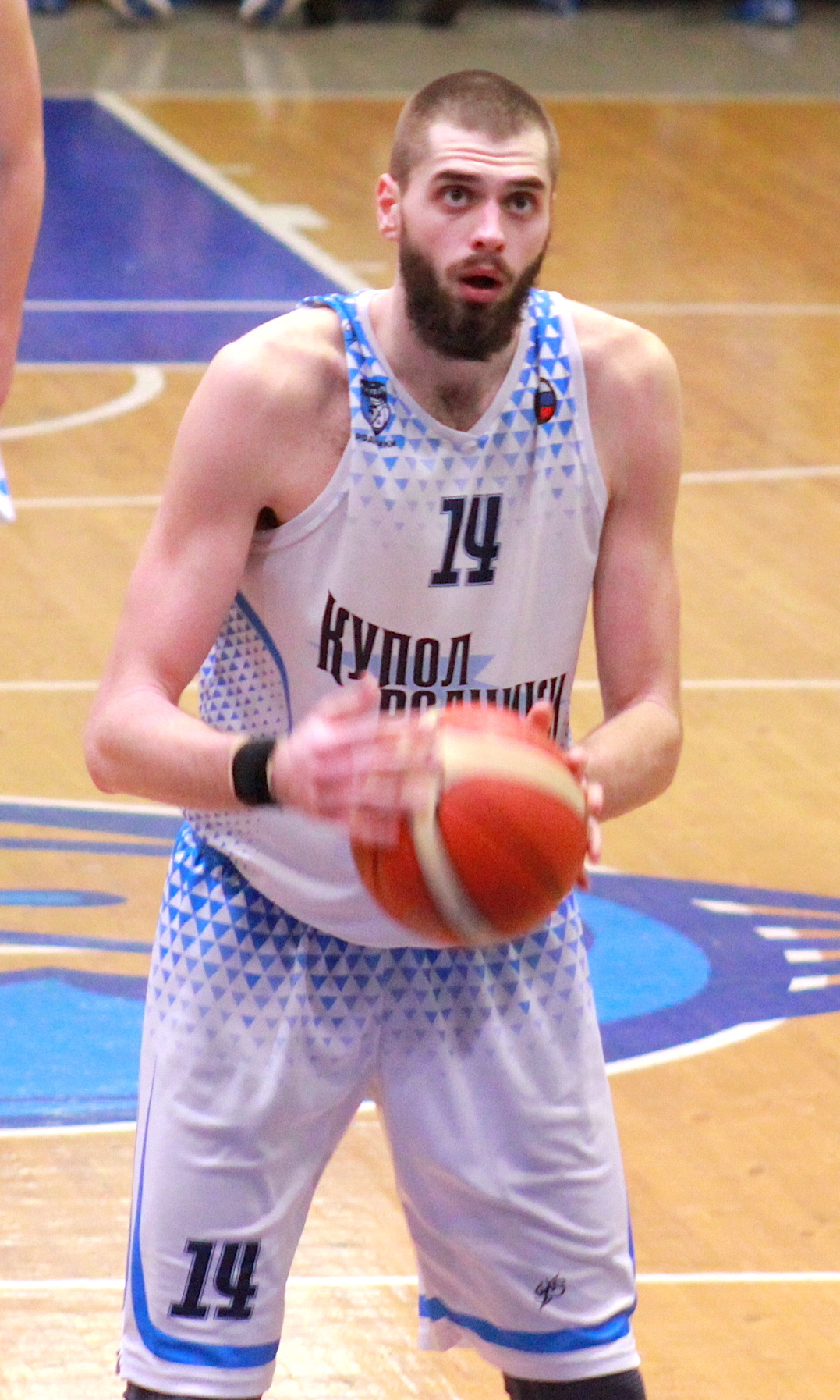
В составе Купол-Родников (2019)
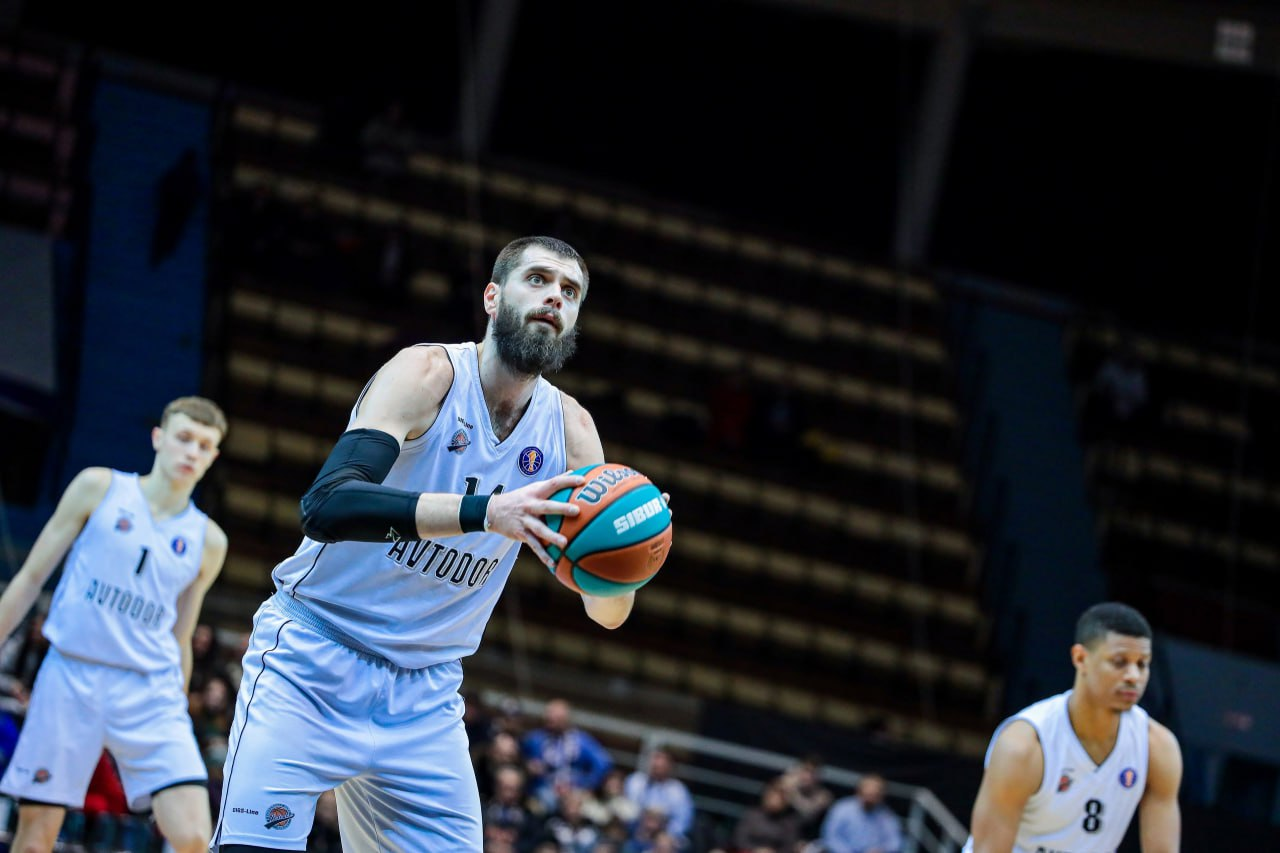
В составе Автодора (2023)
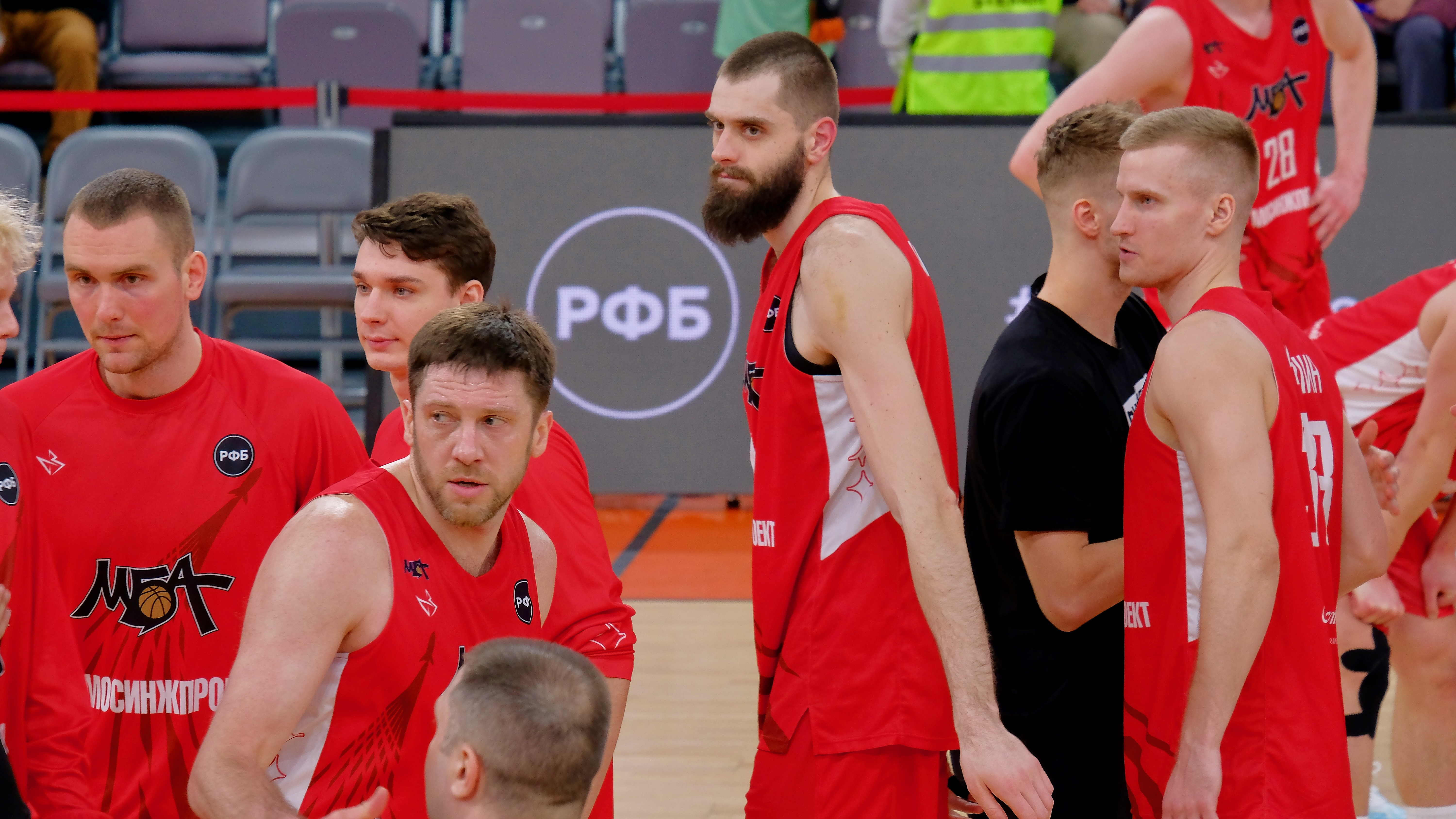
В составе МБА (в центре, 2024)
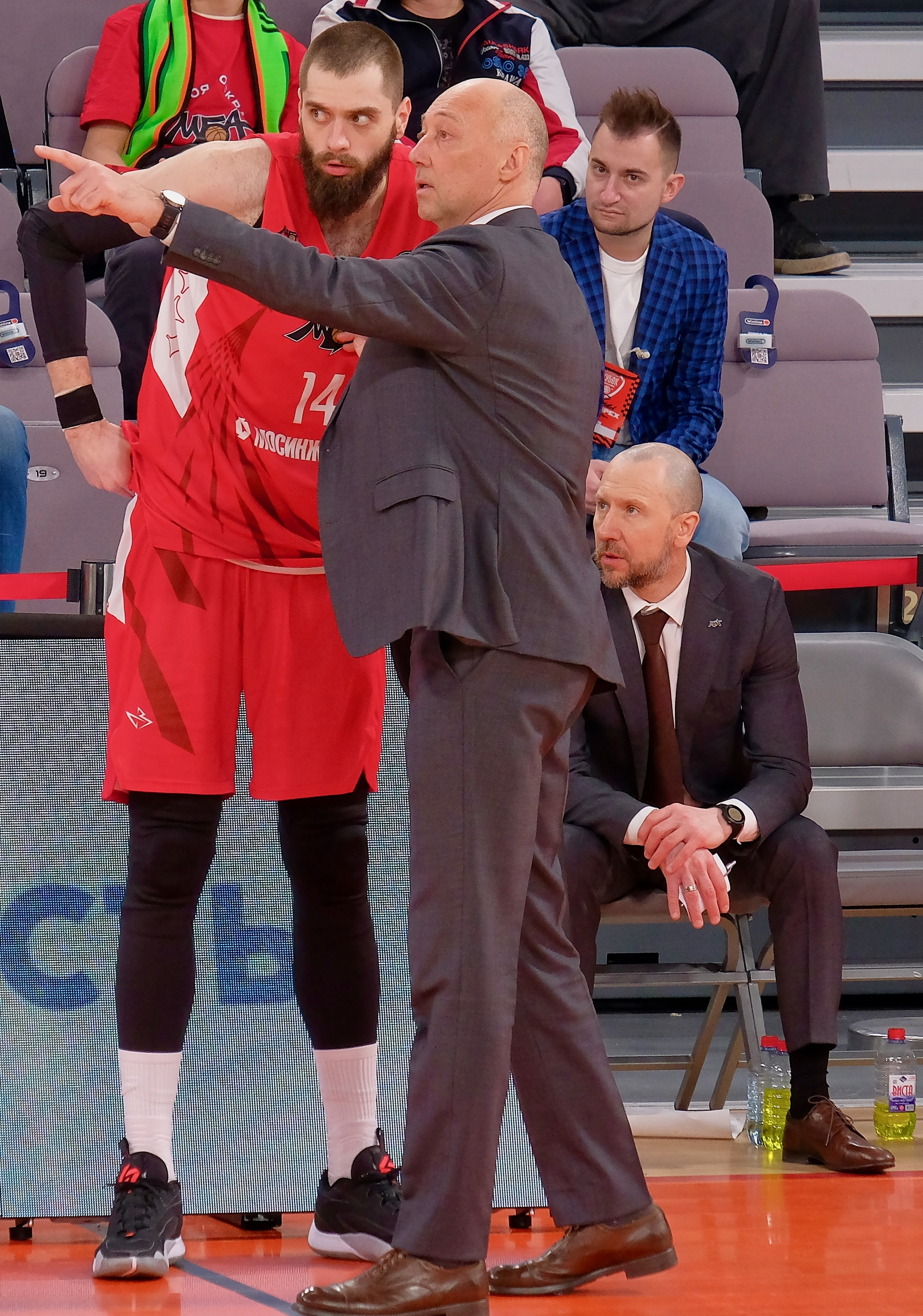
В составе МБА с Василием Карасёвым (2024)